# Каллен Джонс
Каллен Джонс  (англ. Cullen Jones; 29 лютого 1984) — американський плавець, олімпійський чемпіон.

## Виступи на Олімпіадах
| Олімпіада   | Дисципліна                            | Місце |
| ----------- | ------------------------------------- | ----- |
| Пекін 2008  | естафета 4 × 100 вільним стилем       | 1     |
| Лондон 2012 | плавання на 50 метрів вільним стилем  | 2     |
| Лондон 2012 | плавання на 100 метрів вільним стилем | 14    |
| Лондон 2012 | естафета 4 × 100 вільним стилем       | 2     |
| Лондон 2012 | комплексна естафета 4 × 100           | 1     |